# Stefan Lazarević
Pour les articles homonymes, voir Lazarević (homonymie).
Stefan Lazarević, en serbe cyrillique Стефан Лазаревић et en français Étienne Lazarevitch, est un souverain serbe né à Kruševac en 1374, et mort à Crkvine près de Mladenovac en 1427. Il porte le titre de prince de 1389 à 1402 puis celui de despote, titre le plus important après celui d'empereur.

## Famille
Il est le fils du prince Lazar et de la princesse Milica. Il a un frère du nom de Vuk.

## Après la bataille du Kosovo
La mort du prince Lazar et la minorité de son fils Stefan âgé de 12 ans, amènent la princesse Milica à diriger la Serbie. Milica, arrière-petite-fille de Vukan Nemanjić, réussit à gouverner l'État serbe avec l'aide du patriarche Spiridon.
En 1389, peu après la bataille du Kosovo, la Hongrie profite de la faiblesse de la Serbie pour l'attaquer. Milica réussit à contenir les Hongrois en leur cédant quelques villes du Nord du pays.
En 1390, Milica négocie avec le sultan Bayezid Ier, lui promettant le paiement d'un tribut ainsi que l'appui des forces serbes lors des guerres qu'il entreprendrait. En contrepartie, elle demande l'autonomie de la Serbie. Bayezid Ier accepte et épouse la plus jeune de ses filles, Olivera Lazarević.

## Stefan le prince
Stefan reçoit une bonne éducation et se révèle doué pour la poésie et l'écriture. Par son caractère déterminé et sa force physique, il correspond à l'image idéale du chevalier du Moyen Âge. Il sera d'ailleurs le dernier souverain serbe connu dans toute l'Europe avant l'occupation turque.
En 1396, il participe à la demande de sa mère à la bataille de Nicopolis. Stefan et la cavalerie serbe donnent la victoire à Bayezid. Paradoxalement, le fils de Lazar, qui avait donné sa vie dans la lutte contre les Turcs vient de sauver ceux-ci de la plus grande armée de croisés jamais levée contre eux. La bataille de Nicopolis marque la fin de la dernière croisade.
À partir de 1395, il prend la suite de sa mère à la tête de la Serbie.
Peu après sa prise de pouvoir en 1394/1396, le sultan Bayezid Ier demande à tous ses vassaux et alliés, chrétiens et musulmans, de venir le retrouver à Serrès. L'empereur de Constantinople ainsi que Stefan se rendent à son invitation. La réunion se déroule sans heurt particulier, lorsqu'à la fin, Bayezid demande sans raison que tous les souverains chrétiens soient mis à mort, un par un toutes les heures. Ce délai lui donne, selon son expression, « le temps d'établir un ordre d'exécution ». Ce temps de réflexion et la pression de ses conseillers le font finalement revenir sur sa décision. Stefan n'oubliera jamais cette humiliation. Une fois bien établi sur le trône de Serbie, il en tient compte dans sa politique à l'égard des Ottomans.
Après la mort de Vuk Branković, Stefan est reconnu par tous les Serbes comme leur seigneur. Les Hongrois et les Turcs le reconnaissent comme le souverain de la Serbie.

## Stefan le despote
La Serbie est encore autonome vis-à-vis de son voisin turc qui a déjà soumis tous les autres États alliés de Byzance. Le pays ne doit pas son autonomie à sa force : depuis la bataille du Kosovo, il n'a plus les moyens humains de lever une puissante armée capable de rivaliser avec celle des Ottomans. Il doit son privilège à Tamerlan qui s'est rallié un grand nombre d'émirs turcs d'Asie Mineure.
Le choc entre les Ottomans de Bayezid Ier et Tamerlan a lieu à la fin du mois de juillet de l'année 1402, à la bataille d'Ankara. La bataille est un désastre pour Bayezid, qui est fait prisonnier. Stefan, qui a participé à la bataille, se replie vers Constantinople avec sa petite armée. Là, il tisse des liens diplomatiques avec les Grecs. Jean VII Paléologue lui accorde le titre de despote en août de la même année. Le titre de Stefan est, par la suite, confirmé par le successeur de Jean, Manuel II Paléologue. Stefan est maintenant libre de la pression ottomane. Il bénéficie déjà de la reconnaissance de Constantinople, mais le titre de despote le rapproche encore des Grecs. Car, pour Stefan et les autres Serbes, Constantinople, malgré sa faiblesse, est toujours respectée et le titre accordé a à leurs yeux une valeur des plus sacrées.
Malgré ce titre, Stefan veut maintenir son autonomie mais, faisant preuve de diplomatie, il signe ses écrits en utilisant systématiquement la formule de Despote Autocrator.

## L'alliance chrétienne, l'ordre du Dragonet l'Interrègne ottoman
De retour en Serbie, Stefan entre en conflit avec son neveu Georges Brankovic, son rival depuis le milieu des années 1390 ; il le bat en novembre 1402. En janvier-février 1403 il est l'une des parties d'un traité signé entre le prétendant ottoman Soliman et les puissances chrétiennes : il reste tributaire de Soliman mais obtient quelques avantages ; à la même période il se reconnait vassal de Sigismond Ier du Saint-Empire. 
Après le départ de Soliman en Anatolie, il entre en conflit avec son frère Vuk et doit se réfugier à Belgrade sous la protection de Sigismond tandis que Vuk règne sur le sud de la Serbie en tant que vassal de Soliman.
Le 13 décembre 1408, la charte de l'ordre du Dragon renouvelée est publiée, dédiant l'ordre à la défense de la Croix, particulièrement face aux Ottomans. Les 24 membres fondateurs sont intronisés en 1408, parmi ceux-ci figurent Sigismond Ier du Saint-Empire et tout de suite après lui sur la liste, Stefan.
Comment Stefan est-il passé de la soumission aux Turcs à l'appartenance à un ordre fondé dans le seul but de combattre ces derniers ?
Après la défaite devant Tamerlan et la mort de Bayezid, il s'ensuit une période de troubles dans l'Empire ottoman que l'on a appelé l'Interrègne ottoman. L'Empire ottoman est divisé et les fils de Bayazid Ier se livrent une guerre sans pitié. L'un d'eux, Soliman, rend à Constantinople et son empereur Manuel II Paléologue, toute la Thrace ainsi que Thessalonique.
En 1410, Musa est battu par Soliman à Andrinople et se réfugie auprès de Stefan. Les deux hommes rompent par la suite aprs la bataille de Kosmidion.
Musa assiège Thessalonique, ravage, pille, viole dans toute la Thrace. Il assiège Constantinople par terre et par mer. Manuel II s'est préparé à ce siège, et, ayant également prévu la défaite de Soliman, il s'allie avec un autre fils de Bayezid, Mehmed Ier de Bursa. Il lui fait traverser l'Hellespont avec son armée ; les 15 000 Turcs de Mehmed Ier se préparent à combattre les 25 000 Turcs de Musa. Mehmed Ier perd la bataille et retourne en Asie Mineure. Mais avant son départ Manuel lui promet une revanche grâce à l'appui du despote de Serbie. La seconde tentative est encore un échec, mais la troisième se soldera par une victoire : Stefan et sa cavalerie surprennent l'arrière-garde de l'armée de Musa et le font battre en retraite. Les Serbes le poursuivent jusqu'à Andrinople, puis rentrent en Serbie. Musa décide de ravager la Serbie pour punir Stefan. Les deux armées se rencontrent le 5 juillet 1413 en Serbie lors de la bataille de Čamurlu. Musa perd cette bataille décisive et Stefan le fait étrangler comme lui l'avait fait à son frère.
Mehmed Ier devient sultan de Roumélie et de Roum grâce au soutien de Constantinople et de Belgrade. C'est durant cette période que la plupart des alliés chrétiens des Turcs les quittent pour rejoindre leur camp « naturel », l'alliance chrétienne.
La paix était rétablie. Stefan a pleinement profité des conflits « familiaux » des Turcs : il a montré sa force par son rôle dans le conflit de l'interrègne ottoman. Les Turcs sont désormais pleinement conscients de la menace que représente l'État serbe.

## Stefan et Belgrade
Belgrade est serbe de 1284 à 1319 puis redevient hongroise. Les Magyars l'avaient transformée en forteresse, puis, très vite, avaient abandonné son entretien. Lorsque le despote reprend possession de la ville blanche, il découvre une cité abandonnée par ses habitants ainsi qu'une forteresse en ruine. Immédiatement Stefan décide d'en faire sa capitale. Pour atteindre cet objectif il prend plusieurs mesures.
Il met en place une carte d'« identité belgradoise » qui donne à son porteur des avantages fiscaux, commerciaux et juridiques dans l'enceinte de la ville. Un livre et un sceau sont donnés à tous les habitants de la ville blanche. Cela attire rapidement de nombreux Serbes venus de Serbie, Bosnie ou des territoires chrétiens contrôlés par les Turcs, mais aussi beaucoup de marchands de Raguse. La ville s'enrichit et, malgré les franchises fiscales, emplit rapidement les coffres du royaume de Serbie. Stefan peut alors entreprendre une politique de rénovation et de construction. Il réhabilite la forteresse et l'améliore, construit des églises et rénove la cathédrale de Dormition « la très sainte mère de Dieu », qui été aussi le siège du métropolite de Belgrade.
Belgrade gagne alors une renommée dans toute l'Europe chrétienne, comme étant la grande ville blanche « bastion du christianisme » ou encore « clé de la Pannonie » ou « de la Hongrie ».

## Œuvre et fin de Stefan
Stefan publie un code minier en 1412 dans la ville de Novo Brdo au Kosovo qui est un des cœurs économiques de la Serbie. Dans son monastère de Resava-Manasija (région de Pomoravlje), il organise l'école de Resava, un centre de correction, traduction, et de recopie des livres.
Stefan Lazarević est mort soudainement en 1427, laissant le trône à son neveu Đurađ Branković. Il est par la suite élevé au rang de saint dans l'église orthodoxe serbe, qui l'honore le 1er août. Le despote Stefan est enterré dans son monastère.
Indépendamment des notes biographiques et de son code sur la mine Novo Brdo (1412), Stefan Lazarević a écrit trois travaux littéraires originaux : les Pleurs sur le prince Lazar (1389), l'Inscription sur la Stèle de Kosovo (1403 – 1404) et le Dit d’amour (1409), une épître poétique en hommage à un proche, peut-être son frère Vuk.

## Sources
- Dusan Batkovic, Histoire du peuple serbe, éditions L'âge d'homme  (ISBN 282511958X).
- Georges Castellan, Histoire des Balkans, XIVe – XXe siècle, éditions Fayard  (ISBN 2213605262).
- Donald M. Nicol, Les Derniers siècles de Byzance, 1261-1453, éditions les Belles Lettres  (ISBN 2251380744).